# Herman Talmadge
Herman Eugene Talmadge (McRae, 9 agosto 1913 – Hampton, 21 marzo 2002) è stato un politico statunitense, senatore per lo stato della Georgia dal 1957 al 1981 ed in precedenza governatore dello stesso stato dal 1948 al 1955. De facto, Talmadge ha ricoperto la carica di governatore dal 1947, dal momento che è stato uno dei protagonisti principali della crisi dei tre governatori.
Talmadge era membro del Partito Democratico.

## Biografia

### Crisi dei tre governatori
Era figlio del governatore della Georgia Eugene Talmadge, uno dei politici statunitensi più controversi della prima metà del Novecento. Come il padre intraprese la carriera forense, ma all'entrata degli Stati Uniti nella seconda guerra mondiale si arruolò nella United States Navy, servendo fino al 1945. Al rientro in Georgia aiutò il padre nella sua ultima campagna elettorale, e si candidò a sua volta per sostenerlo alle elezioni governatoriali del 1946. Tuttavia Eugene Talmadge morì subito dopo aver vinto le elezioni, e ciò causò lo stallo politico noto come "crisi dei tre governatori".
L'Assemblea georgiana elesse proprio il figlio Herman come nuovo governatore, ma la decisione fu avversata dall'uscente Ellis Arnall e dal vice Melvin E. Thompson, e infine un pronunciamento della Corte Suprema georgiana assegnò la vittoria a quest'ultimo, che divenne quindi governatore. Nelle elezioni speciali del 1948 tuttavia Talmadge riuscì a sconfiggere Thompson, divenendo a tutti gli effetti governatore, stavolta senza opposizione.

### Governatore della Georgia
Herman Talmadge rimase a capo della Georgia fino al 1955, vincendo anche le successive elezioni del 1950 grazie all'ampio bacino di elettori ancora fedeli al padre.
Durante i suoi anni da governatore Talmadge cercò di attrarre investimenti nello Stato, favorendo soprattutto la produzione e il commercio del legname, spingendo quindi per un'economia a trazione rurale, pur non disdegnando l'espansione dell'industria nelle grandi città. Come tutti gli altri governatori del Profondo Sud dell'epoca, anche Talmadge era un convinto segregazionista, e quando nel 1954 la Corte Suprema degli Stati Uniti decretò che le discriminazioni contro gli afroamericani fossero incostituzionali ne fu uno dei maggiori critici, scrivendo in risposta l'apologia You and Segregation (1955).

### Senatore
Dopo la fine del suo mandato, forte delle sue posizioni anti-diritti civili, riuscì ad essere eletto senatore, rimanendolo fino al 1981. Durante gli anni al Senato entrò a far parte della Commissione sull'Agricoltura, di cui fu anche presidente dal 1972. Nel 1973, allo scoppio dello scandalo Watergate, fece parte della commissione d'inchiesta contro l'amministrazione Nixon.
Dalla metà degli anni '70 la carriera politica di Talmadge cominciò a declinare: dopo la tragica morte del figlio Robert nel 1975 divenne un alcolista, divorziando dalla moglie nel 1979 e venendo al tempo stesso accusato di illeciti finanziari dalla commissione etica del Senato. Alle elezioni del 1980 un opaco Herman Talmadge non fu in grado di riconfermarsi, cedendo quindi il proprio posto al repubblicano Mack Mattingly.

### Ultimi anni e morte
Dopo la sconfitta del 1980 si ritirò ad Hampton, disapprovando il nuovo corso del Partito Democratico e avvicinandosi invece ai repubblicani.
Morì nel 2002.